# Universidade de Minnesota
A Universidade de Minnesota, Twin Cities é a parte mais antiga e maior do sistema universitário estadual do estado norte-americano de Minnesota. Está situada em dois campi nas cidades de Minneapolis e Saint Paul. Ambos campi estão interligados através de um sistema especial de ônibus. O corpo estudantil é o quarto maior dos Estados Unidos da América, de acordo com estatísticas do outono de 2009, com 51 659 estudantes.

## Nomenclatura
A sigla U of M é amplamente usada em meios oficiais e coloquiais (muitas outras universidades usam esta denominação, ao menos uma delas oficialmente). Os moradores referem-se a ela comumente apenas como "The U". umn só é utilizado para o domínio na internet.

## Faculdades
A Universidade de Minnesota, Twin Cities, oferece programas em quase todas as áreas, desde agronomia até dança moderna. Até 2006 a universidade contava com as seguintes escolas e faculdades:
- Escola Carlson de Administração (CSOM)
- Faculdade de Ciências Biológicas (CBS)
- Faculdade de Educação Contínua (CCE)
- Escola de Odontologia (DENT)
- Faculdade de Desenho (CDES)
- Faculdade de Educação e Desenvolvimento Humano (CEHD)
- Faculdade de Alimentos, Ciências Agronômicas e Recursos Naturais (CFANS)
- Faculdade de Artes Liberaus (CLA)
- Faculdade de Assuntos Públicos Hubert H. Humphrey (HHH)
- Faculdade de Tecnología (IT)
- Faculdade de Direito (LAW)
- Faculdade de Medicina (MED)
- Escola de Enfermagem (NURS)
- Faculdade de Farmácia (PHARM)
- Escola de Saúde Pública (SPH)
- Faculdade de Medicina Veterinária (CVM)

Recentemente a universidade reorganizou seu sistema de faculdades, fundindo algumas delas. A Faculdade Geral, a Escola de Trabalho Social e o Departamento de Ciências da Família da Faculdade de Ecologia Humana se uniram com a antiga Faculdade de Educação e Desenvolvimento Humano, formando uma nova Faculdade, conservando entretanto o nome desta última, enquanto a Faculdade de Recursos Naturais, os programas voltados para desenho da Faculdade de Ecologia Humana se uniram à Faculdade de Arquitetura e Paisagismo, criando a nova Faculdade de Desenho. Estes planos causaram controvérsias, particularmente o fechamento da Faculdade Geral, a que havia sido o ponto de entrada à universidade para os estudantes da primeira geração, com baixas notas, deficiências ou de cor, desde sua fundação em 1932.